# For Her Sake
For Her Sake er en amerikansk stumfilm fra 1911.